# Осока
Осо́ка (лат. Cárex) — род многолетних трав семейства Осоковые (Cyperaceae), включающий, по разным классификациям, от 1500 до 2000 видов, растущих во всех климатических зонах всего земного шара, но преимущественно в умеренном поясе Северного полушария. На территории России и бывших стран СССР встречается, по одним данным, 400 видов осок, по другим — 346 видов.
От представителей других семейств однодольных осоки отличаются трёхрядным расположением листьев, замкнутым влагалищем плоских, реже желобчатых листьев и наличием язычка на пластинчато-влагалищном сочленении.
Осока принимает значительное участие в формировании растительного покрова, нередко определяя его облик. Она является основным торфообразователем, в биосфере играет роль аккумулятора пресной воды, служит средой обитания и кормовыми угодьями для многих животных, в особенности водоплавающих птиц. Некоторые виды осоки являются ценными кормовыми травами, один вид используется в фармакологии, многие виды декоративны.

## Название
Научное название рода, возможно, родственно др.-греч. κείρω — режу и связано с острыми краями листьев осоки, снабжёнными микроскопическими пилообразными зубцами. Русское название осока, а также названия в других близких языках (укр. осока, бел. асака) имеют общее славянское происхождение от слова осечи — обрезать. Названия saga, sage, sagu, англ. saw означают «пила»; англ. sedge, лат. seco ― «резать»; лит. asaka, латыш. asaka ― «рыбья кость» и тоже так или иначе говорят о режущих способностях осоки.
Н. И. Анненков в справочнике «Ботанический словарь» в статье об осоке привёл простонародные и книжные названия, употреблявшиеся в разных местностях России с указанием лиц, зафиксировавших эти названия в печати или письменно, а также названия на немецком, французском и английском языках:
Cārex L. … Осока́ (Вел. Росс., Малор. и Бѣлор.) Сока́ и уменьш. Со́чка (Бѣл.) Въ Самарской губ. всѣ сухопутныя Осоки наз. Острецъ. Въ Кіевской губ. нѣкот. виды наз. Тырса (по сходству травы съ Brom.) Въ Нижег. губ. какой-то видъ, который портитъ сѣно, наз. Шатунъ-трава. Шумиха (Перм.) Осо́та (Нижег.) Аиръ (Смол.) — Изм. и запутан. Егей (очев. исковерканное нѣм. назв. Segge); Мятая трава, Теншичъ; Остроситникъ — Пол. Turzyce, Turźyca, Dzieźega, Osoka, Rzeźucha. — Чешск. Ostřiž, Ostřice, Tuřice. — Сербск. Šaš, Oštrica. Шашъ, Рогожа, Рогоз … — Луз. Rězna, rězyna. — Гил. на Сахал. Patsch, а нѣкот. видъ Wolmi — Мордв. Мокш. Шай-ти́кша. — Мордв. Эзр. Чей-ти́ша. — Перм. Ситурунъ. — Чуваш. Хыя́хъ. — Латыш. Maukleji, dselsa sahle. — Эст. Jöhwi hein. — Финн. Hiirenheinä. Sara. — Кирг. Калуунъ. — Нѣм. Der Leuchel, das Riedgras, das Riethgras, die Schnötte, die Segge. — Франц. Le Laiche. — Англ. Carex Sedge, Segg or Segs. Sheregrass.
«Тырсой» осоку называли по внешнему сходству с костром (Bromus L.), родом растений из семейства злаков, у которого было такое же простонародное название.

## Ботаническое описание
Осоки — многолетние поликарпические травянистые растения, образующие кочки (Carex appropinquata и др.), дерновины или соединённые горизонтальными подземными корневищами группы побегов.

### Корневая система
Корневая система осоки представлена придаточными корнями. Главный корень осоки, как и у других однодольных, отмирает через 2—3 месяца после прорастания семени. У большинства видов диаметр придаточных корней первого порядка 0,2—0,6 мм. Они обычно развиваются в основании вертикальной части побегов и растут косо или вертикально вниз. У некоторых видов, образующих кочки, часть придаточных побегов растёт косо вверх, располагаясь между нижними чешуевидными листьями побега или в пазухах листьев. В целом, корневая система осоки мочковатая. У большинства видов осок придаточные корни в поперечнике округлые; у Carex pilosa, Carex ericelorum они четырёх- или пятигранные. Придаточные корни осок-гигрофитов, как правило, густо покрыты корневыми волосками, а у осок мезофильных и ксерофильных корневые волоски плохо сохраняются и быстро отмирают. Корневые волоски у Carex limosa, Carex nigra, Carex wiluica — ярко-жёлтые, у Carex caespitosa, Carex omskiana — седоватые или серые, у Carex globularis — тёмно-красные.

### Побеги
Система побегов у большинства видов симподиального строения (редко моноподиальная), так как каждый побег, как правило, заканчивается соцветием. Большинству видов осок свойственны побеги розеточного типа, с тесно сближенными в базальной части узлами, от которых отходят придаточные корни, чешуевидные листья и влагалища обычных листьев. У некоторых видов (Carex hirta, Carex atherodes, Carex disticha и др.) могут быть расставленные побеги. Развитие побегов происходит в течение одного (Carex remota, Carex bohemica, Carex leporina и др.), нескольких (Carex aquatilis, Carex bigelowii, Carex atherodes), а чаще двух вегетационных периодов. Некоторым видам (например, Carex vesicaria) свойственны озимые моноциклические побеги:209, :213). У большинства осок все побеги являются репродуктивными или потенциально репродуктивными. После плодоношения надземная часть генеративного побега отмирает, вплоть до «зоны кущения», и дальнейший рост растения осуществляется за счёт боковых побегов.
По направлению первоначального роста побеги у осок могут быть апогеотропными (растущими вертикально вверх), косоапогеотропными (растущими наклонно вверх), диагеотропными (растущими горизонтально или несколько дуговидно, но в горизонтальной плоскости), геотропными (растущими вертикально вниз) и косогеотропными (растущими косо вниз). Все побеги осок, имеющие в начале своего развития отличный от апогеотропного характер роста, рано или поздно меняют свой рост на апогеотропный. Каждому виду свойственны побеги определённого типа. Виды с косоапогеотропными и апогеотропными побегами образуют дерновины и кочки. Дерновинные виды характеризуются положением почек возобновления роста у поверхности почвы. У видов, образующих кочки, постепенно, с возрастом, в результате более или менее постоянного превышения зон кущения дочерних побегов над материнскими, почки оказываются значительно приподнятыми над поверхностью почвы. Таким образом образуется кочка. Высота кочек у некоторых видов может достигать 60—70 см.
По характеру возобновления все побеги осок подразделяются на вневлагалищные и внутривлагалищные. Большинству среднерусских осок свойственно вневлагалищное возобновление побегов. У некоторых видов осок возобновление побегов смешанное.
Согласно классификации жизненных форм, предложенной К. Раункиером, осоки принадлежат к гемикриптофитам. На основании совокупности признаков побегов Е. Ю. Алексеев выделил у среднерусских осок 7 жизненных форм:
- ложные дерновины (виды с вневлагалищными побегами);
- истинные дерновины (виды с внутривлагалищными побегами);
- кочки;
- горизонтальнокорневищные виды с подземными побегами, не ветвящимися в течение одного вегетационного периода;
- горизонтальнокорневищные виды с подземными побегами, ветвящимися в течение одного вегетационного периода;
- ползучекорневищные виды с восходящими (обычно внутривлагалищными) побегами и эпигеогенными (ложными) корневищами;
- столонно-корневищные виды с удлинёнными лежачими, обычно вневлагалищными побегами.

Стебли обычно имеются только у репродуктивных побегов. Они (1,5)3—100 (120) см высотой, 0,3—5 (7) мм в диаметре, обычно трёхгранные, реже округлые или почти округлые, с плоскими или вогнутыми гранями, нередко покрытыми сосочками, по рёбрам обычно сильно шероховатые, иногда узкокрылатые, низко или высоко облиственные, с узлами, не вздутыми, как у злаков, расположенными большей частью у основания и сильно сближенными, лишь у немногих видов расставленными, полые или сплошные, большей частью центральные, редко боковые или ложнобоковые. У вегетативных побегов, за редким исключением (Carex hirta, Carex disticha, Carex chordorrhiza, Carex pseudocuraica и некоторых др.), стебли ложные, образованные налегающими друг на друга влагалищами листьев.

### Листья
Листорасположение очерёдное, трёхрядное. Нижние листья чешуевидные, у некоторых видов отсутствуют. По наличию или отсутствию чешуевидных листьев виды осок подразделяются рядом авторов на афиллоподные и филлоподные. Другие авторы считают, что чешуевидные листья имеются у всех видов осок, но у некоторых из них постепенно разрушаются в процессе развития. Чешуевидные листья и влагалища нижних, обычных листьев могут быть бурыми, коричневыми, красноватыми и черноватыми, изредка соломенно-жёлтыми или беловатыми. Опушение чешуевидных листьев встречается очень редко, среди среднерусских видов лишь у Carex globularis.
Срединные листья с трёхгранным трубчатым замкнутым влагалищем, снабжённым развитым в различной степени язычком в виде узкой плёнчатой каёмки в месте перехода влагалища в листовую пластинку и линейной, редко ланцетной или широколанцетной листовой пластинкой с параллельным жилкованием. Листовая пластинка может быть односкладчатой (Carex diandra, Carex humilis и др.), двускладчатой (Carex acuta, Carex silvatica и др.), желобчатой (Carex lasiocarpa), желобчато-трёхгранной, неясно двускладчатой и щетиновидно вдоль свёрнутой, а также плоской. Односкладчатые листья у среднерусских осок не бывают шире 4—5 мм, двускладчатые и неясно двускладчатые варьируют по ширине от 2,5 до 20 мм. Они различаются у разных видов по ширине, консистенции, цвету, характеру сужения по направлению к верхушке (резкому или постепенному), наличию или отсутствию выступающих поперечных жилок. Сторона влагалища, супротивная пластинке листа, обычно плёнчатая, редко травянистая. Форма язычка варьирует от удлинённо-конической до дуговидной, изредка прямой. У многих видов осок (например, у Carex buekii, Carex cespitosa, Carex lasiocarpa) плёнчатая часть чешуевидных и нижних зелёных листьев при разрушении листа распадается на простые волосовидные волокна или образует сеточку.
У немногих видов осок (Carex chirta, Carex pallescens) листовые пластинки и влагалища срединных листьев опушены простыми волосками. Опушение у одних видов носит постоянный характер, у других очень изменчиво. У Carex globularis опушены чешуевидные листья. Опушение листовых пластинок у Carex pilosa реснитчатое. Края листовых пластинок и средняя жилка листа снизу у многих видов шероховатые от имеющихся на них зубчиков, направленных, как правило, вверх, то есть в сторону кончика листа. Значительно реже (Carex digitata, Carex montana, Carex flacca) зубчики в нижней части листовой пластинки направлены вниз, к основанию листа. Поверхность листовых пластин может быть гладкой или с полушаровидными либо полушаровидно-коническими выступами, которые называются сосочками или папиллами. Сосочки, располагающиеся продольными рядами, придают поверхности листа, а также стеблям и мешочкам бархатистый характер (например, у Carex canescens, Carex elongata и др.).
Верховые листья — это разнообразно устроенные кроющие листья отдельных колосков соцветия. Кроющие листья бывают чешуевидными с заострённой или щетиновидной верхушкой или могут состоять из длинного трубчатого влагалища и линейной пластинки или из пластинки с едва выраженным влагалищем, реже только из одного влагалища, наверху косо усечённого или заострённого. Размеры влагалища и пластинки кроющих листьев уменьшаются в направлении снизу вверх.

### Цветки
Цветки сидячие или на ножках, однополые, без околоцветника, мелкие, расположенные по одному в пазухах кроющих листьев или чешуй, собранные в одном колоске (Carex vulpina L.) или в разных (Carex sylvatica Huds.), которые, в свою очередь, сгруппированы в сложные головки, зонтики и метёлки, некоторые виды осок двудомны (Carex dioica L.). Мужской цветок содержит три (редко две) тычинки со свободными нитями и линейными пыльниками. В женском цветке имеется пестик с верхней завязью, длинным столбиком и двумя или тремя рыльцами; завязь окутана плёнчатой или кожистой оболочкой — мешочком, представляющим собой видоизменённый лист. Мешочек может быть оттянут на вершине в более или менее длинный носик, обычно расщеплённый или двузубчатый на конце. Мешочек служит для защиты завязи и плода от неблагоприятных условий среды и способствует распространению зачатков. Наличие мешочка послужило широкому распространению рода и его адаптации к различным экологическим условиям. У одних видов все колоски одинаковые, в каждом колоске есть и мужские, и женские цветки. У таких осок либо женские цветки располагаются в верхней части колоска, а мужские при его основании, либо наоборот. У других осок колоски резко различны: один или несколько верхних, обычно более узких, состоят из мужских цветков, а нижние — из женских. Размеры и форма мужских и женских колосков у различных видов различны. Пестичный цветок вместе с мешочком рассматривается некоторыми авторами как редуцированный одноцветковый пестичный колосок. Тычиночные цветки сидят непосредственно на оси колоска, в то время, как пестичные — на сильно укороченных (редко удлинённых) осях второго порядка. Верхний цветок в тычиночных колосках и единственный в пестичных занимают боковое положение. Поэтому соцветия осок являются бокоцветными, или открытыми. Кроющие чешуи представляют собой видоизменённые влагалища листьев с полностью редуцированными или сохранившимися в виде остей пластинками и расположены по одной или нескольким спиралям.
Гинецей осок состоит из 2—3 сросшихся плодолистиков. Столбик обычно длинный, скрытый в мешочке или немного выступающий из него, большей частью прямой, иногда от основания или выше изогнутый вниз, а затем снова вверх. Рыльцевые ветви могут быть длинными, как правило, они более длинные у лесных видов (у Carex bosrychostigma 12—15 мм длиной, у Carex pilosa 5—7 мм). Завязь верхняя, одногнёздная, с одним базальным семязачатком.
Осока цветёт ранней весной, в конце апреля — июне, в редкие годы в начале июля и позже. Большинство видов осоки — ветроопыляемые растения, но, несмотря на невзрачность соцветий, некоторые виды раннецветущих осок (Carex ericetorum Pollich, Carex caryophyllea Latourrette) привлекают к себе пчёл, которые собирают с них пыльцу и совершают перекрёстное опыление.

### Плоды
Плод — односемянный, нераскрывающийся, с твёрдым околоплодником, в поперечном сечении трёхгранный (если образован тремя плодолистиками) или двояковыпуклый (если двумя), сидячий или на ножке, иногда у основания несущий щетиновидный или линейный осевой придаток, заключённый в мешочек. Он характеризуется как орех, паракарпный орех, разновидность ореха — мешочек, орехообразный, ореховидный, орешек, паракарпный орешек, орешковидный, семянка, паракарпная верхняя семянка, верхняя семянка и паракарпная сухая костянка. Поверхность плода гладкая, нередко глянцевитая. Мешочек перепончатый, тонкокожистый или кожистый (иногда роговеющий или пробковеющий), сидячий или на ножке, иногда у основания губчато-утолщённый, с жилками, или рёбрами, или без них, гладкий, опушённый, шероховатый или мелко-сосочковый, двояко-выпуклый, плоско-выпуклый, вздутый или трёхгранный, иногда плоский или крылатый, по краю гладкий, шероховатый или пильчатый, без носика или с развитым цельным или разнообразно расщеплённым носиком. Семена осок имеют маленький зародыш, расположенный в центре базальной части семени, и обильный нуклеарный эндосперм. Периферические клетки эндосперма содержат масло, остальные — крахмал и белки. У Carex pendula и Carex arenaria нередко встречаются семена с двумя зародышами.
Заключённые в мешочки плоды осок — диаспоры — распространяются различными способами. Первоначально они осыпаются под действием силы тяжести. Опавшие диаспоры у многочисленной группы видов распространяются ветром. К такому виду распространения приспособлены виды с сильно вздутыми мешочками (Carex physodes) и мешочками, имеющими крыловидные выросты (Carex arenaria и др.). Диаспоры некоторых видов разносятся водой — это виды с сильно вздутыми мешочками с тонкими стенками (Carex rostrata, Carex rhinchophysa и др.) или с менее вздутыми мешочками, но с толстыми пористыми стенками (Carex riparia, Carex pumila и др.), что обеспечивает их плавучесть. У многих видов мешочки разносятся водоплавающими птицами, прицепляясь к их лапкам вместе с грязью, у некоторых — к оперению (Carex pseudocyperus, Carex bohemica). Зачастую плоды осок распространяются утками, так как могут сохранять жизнеспособность в их пищеварительном тракте в течение продолжительного времени. Птицами разносятся оранжево-красные, несколько мясистые мешочки тропического вида Carex baccans. Некоторые виды осок с удлинённым мясистым основанием мешочков, содержащим масло и крахмал, (Carex digitata, Carex omithopoda) разносятся муравьями. Отмечено рассеивание мешочков осок ондатрой, лосем и домашними животными. Наконец, зачатки осок разносятся также и людьми (транспортными средствами, с сеном, обувью и одеждой людей).
Хромосомы осок, как и некоторых других родов семейства Cyperaceae (Eleocharis, Scirpus), не имеют локализованной центромеры, что является очень редким явлением среди живых существ. Число хромосом варьирует от 2n=12 (Carex siderosticta) до 2n=112 (Carex hirta, Carex albata). Преобладают хромосомные числа в пределах от 2n=32 до 2n=70, по другим данным — от 2n=48 до 2n=64. Для осок характерно также наличие анеуплоидии, известна также и полиплоидия, но она отмечена только в пределах немногих видов.

## Распространение
Осоки — неприхотливые растения, их можно встретить в Заполярье и на юге России, в высоких горах и на степных просторах. Они распространены по всему земному шару, от Арктики до самых южных границ распространения покрытосеменных растений, встречаясь во всех климатических зонах. Представители рода отсутствуют лишь во многих аридных пустынях и очень редки в полярных. В тропическом поясе они встречаются, в основном, в горах, от нижних поясов до высокогорий, хотя некоторые виды обитают на уровне моря. Большинство видов произрастает в Северном полушарии, преимущественно в умеренном и холодном поясах. В пределах бывшего СССР встречается, по одним данным, около 400 видов, по другим 346 видов (382 таксона видового и подвидового ранга), произрастающих почти повсеместно, из них 103 вида встречается в российской Арктике.
Районы общего распространения осоки:
- Северная Европа (Шпицберген, Ян-Майен, Исландия, Фарерские острова, Норвегия, Швеция, Финляндия, Дания);
- Атлантическая Европа (Ирландия, Великобритания, северная Германия, Нидерланды, Бельгия, приатлантические районы Франции и Испании, Португалия);
- Центральная Европа (центральные и восточные районы Франции, большая часть Германии, Швейцария, северная Италия, Австрия, Венгрия, Чехия, Словакия, Польша, Румыния);
- Южная Европа (Азорские острова, острова Средиземного моря, центральная и южная Испания, южная Франция, большая часть Италии, бывшая Югославия, Албания, Греция, Болгария, европейская часть Турции);
- Западная Азия (Турция, Кипр, Сирия, Ливан, Израиль, Иордания, Ирак, Иран, государства Аравийского и Синайского полуостровов, Афганистан);
- Центральная Азия (Монголия, аридные районы Китая — Джунгария, Кашгария, Тибет, Цинхай, Цайдам и др.);
- Восточная Азия (северо-восточные, восточные и юго-восточные районы Китая, включая остров Тайвань; государства Корейского полуострова, Япония);
- Южная Азия (Пакистан, Индия, Мальдивы, Шри-Ланка, Непал, Бутан, Бангладеш),
- Юго-Восточная Азия (Мьянма, южный Китай, государства полуостровов Индокитай, Малакки и Малайского архипелага, Филиппины);
- Северная Америка, включая Центральную Америку и Вест-Индию;
- Южная Америка;
- Северная Африка (северные районы континента, прилегающие к Средиземному морю);
- Центральная Африка (тропические районы с прилегающими островами);
- Южная Африка (районы, расположенные к югу от Южного тропика);
- Австралия, включая остров Тасмания и острова Океании.

Большинство видов осок предпочитают влажные места обитания — берега озёр и рек, пруды, болота, приморские и солонцеватые луга, приморские и речные пески, дюны; в арктической зоне заболоченные тундры; иногда они растут прямо в воде. Но некоторые виды осоки встречаются и в засушливых степях (осока низкая, осока ранняя) и даже в глинистых пустынях (осока толстостолбиковая). Другие виды предпочитают тенистые или светлые, лиственные или хвойные леса. Отдельные ксерофильные виды встречаются на сухих щебнистых, щебнисто-мелкозёмистых и каменистых склонах. Горные виды осоки растут на горных лугах, в верхнем поясе гор, в кедровниках, альпийских степях. Осока немногораздвинутая (Carex remotiuscula) растёт между камней и в трещинах скал, осока толстостолбиковая растёт на высоте до 1500—2000 м, а Carex decaulescens — до 2000—3200 м. Арктические виды осоки, произрастая в большом количестве, играют весьма существенную роль в формировании растительных сообществ и определяют их облик. В родовых спектрах Арктики, Восточной и Западной Сибири, а также Дальнего Востока роду Carex принадлежит первое место.

### Эндемизм
Несмотря на огромное количество видов осоки, эндемичных видов среди них мало. На территории бывшего СССР, занимавшего большую территорию и имевшего большое количество видов и подвидов осоки, эндемичных таксонов видового и подвидового рангов насчитывалось всего 25, то есть 6,5 % от общего числа произраставших там осок. Относительная бедность эндемиков объясняется приуроченностью большинства осок к сырым, болотистым и прибрежным местообитаниям, в различной степени нивелирующих воздействие других природных факторов. Эндемичные осоки, за редким исключением, произрастают в горах.
Больше всего эндемиков встречается в Средней Азии (8 видов), на Кавказе известно два эндемичных вида, в Западной Сибири — один, в Восточной Сибири — 5, на Дальнем Востоке — 4, в европейской части бывшего СССР эндемиков нет.
Среди эндемиков бывшего СССР к палеоэндемикам относятся: Carex koshewnikowii, Carex malyschevii, Carex martynenkoi, Carex mingrelica, Carex popovii, Carex regeliana, Carex tianschanica, Carex trautvetteriana, Carex ungurensis; к неоэндемикам: Carex bigelowii subsp. arctisibirica, Carex flavocuspis subsp. krascheninnikovii, Carex orbicularis subsp. altaica, Carex pyrophila, Carex tatjanae, Carex titovii, Carex vanheurckii subsp. crassispiculate.

## Экология
Осока может служить индикатором глубины грунтовых вод: осока лисья, острая — 10—50 см, осока дернистая, пузырчатая — 0—10 см; кислотности почвы: осока волосистая, ранняя — 5,0—6,7 pH, осока мохнатая — 6,7—7,8 pH.
Осоки, наряду с камышом и рогозом, являются прекрасными очистителями водоёмов.
Виды рода Carex являются основными питающими растениями головнёвых грибов Anthracoidea Bref.. Осоки поражаются также ржавчинными грибами. Возбудитель заболевания садовых кустарников смородины и крыжовника — бокальчатая ржавчина (Puccinia ribesii caricis) — выбирает в качестве промежуточного звена осоку, на которой он зимует, а весной с осадками и ветром переносится на смородину или крыжовник.
Микориза в основном не свойственна роду Carex. Среди большого числа изученных его представителей, микориза (эндотрофная) была найдена только у 6 видов (Carex panicea, Carex nigra, Carex hirta, Carex sylvatica, Carex cuprina, Carex davalliana). Однако исследования последних лет доказывают более широкое распространение микоризы среди осок, а также присутствие в корнях Carex flava и Carex pilulifera эктомикоризы со стороны базидиальных грибов. В частности, исследованиями учёных Сыктывкарского государственного университета в 2003 году была отмечена микориза, вызываемая грибами семейства Endogonaceae, у видов осок: Carex acuta, Carex nigra, Carex globularis, Carex rostrata, Carex leporina, но осоки в результате этих исследований были отнесены к слабомикотрофным видам.
Осока является кормовым растением для гусениц бабочек:
- бархатниц: Aphantopus hyperantus[72]:108[73]:242, сенницы торфяной (Coenonympha tullia)[72]:108, Pararge achine[72]:107;
- совок: совки травяной (Cerapteryx graminis)[72]:355, совки касатиковой (Celaena leucostigma)[72]:348, Chrysaspidia festucae[72]:83, Eustrotia uncula[72]:82, Mythimna pudorina[72]:96, металловидки злаковой (Plusia festucae)[74]:161, совки колосниковой (Miana literosa)[74]:225, совки беложильной (Symira albovenosa)[73]:344;
- медведицы кайя (Arctia caja)[75]:187;
- коконопрядов: коконопряда травяного (Euthrix potatoria)[75]:42[73]:189, коконопряда Эверсманна (Lasiocampa eversmanni)[73]:190;
- волнянки Laelia coenosa[73]:291;
- моле-листовёртки Glyphipteryx forsterella[72]:23;
- листовёртки Bactra lancealana[72]:42;
- огнёвок: Nascia cilialis[72]:55, Catoptria fulgidella[72]:49, Crambus silvellus[72]:48.

Гусеницы совки красноватой стеблевой (Photedes pygmina):224 и совки картофельной (Hydraecia micacea):231:349 живут в стеблях осок. Гусеницы травяных огнёвок Agriphila kuznetzovi:178 и Talis grisescens:184 вредят осоке вздутой на пастбищах пустынной зоны Средней Азии, повреждая её корни.

### Охрана редких видов
Некоторые виды осок исчезают из мест их обитания в связи хозяйственной деятельностью человека: мелиорацией земель, их распашкой, торфоразработками и другими видами почвенных работ.
Нескольким видам осок присвоен охранный статус в Международном союзе охраны природы, в соответствии с которым определено, что виды Carex azuayae, Carex toreadora находится в опасном состоянии (EN); Carex lepida, Carex tessellata — в критическом (CR).
Ряд видов осоки находятся под охраной отдельных стран и внесены в региональные Красные книги:
- в Красную книгу России: осока Дэвелла (Carex davalliana), Малышева (Carex malyschevii), необычная (Carex insaniae), пурпурововлагалищная (Carex erythrobasis), разрезная (Carex incisa), рыхлая (Carex laxa), свинцово-зелёная (Carex livida), теневая (Carex umbrosa), японская (Carex japonica)[77];
- в Красную книгу Беларуси: осока болотолюбивая (Carex heleonastes), Буксбаума (Carex buxbaumii), войлочная (Carex filiformis), волосовидная (Carex capillaris), Дэвелла, заливная (Carex magellanica subsp. irrigua), малоцветковая (Carex pauciflora), корневищная (Carex phizina), приземистая (Carex supina), птиценожковая (Carex ornithopoda), теневая, Хоста (Carex hostiana)[78];
- в Красную книгу Украины: осока болотолюбивая, Буксбаума, Дэвелла, малоцветковая, теневая[78], белая (Carex alba), блестящеплодная (Carex liparocarpos), богемская (Carex bohemica), буроватая (Carex brunnescens), влагалищная (Carex vaginata), Гартмана (Carex hartmanii), двуцветная (Carex bicolor), Лахеналя (Carex lachenalii), сажистая (Carex fuliginosa), низкая (Carex humilis), обеднённая (Carex depauperata), плевеловидная (Carex loliacea), плетевидная (Carex chordorrhiza), притуплённая (Carex obtusata), ржаная (Carex secalina), скальная (Carex rupestris), стоповидная (Carex pediformis), топяная (Carex limosa), чёрноколосая (Carex melanostachya), шаровидная (Carex globularis), щетинистая (Carex strigosa)[79];
- в Красную книгу Латвийской республики: осока Дэвелла, Буксбаума, болотолюбивая, заливная, корневищная, приземистая, птиценожковая[78], вздутоносиковая (Carex rhynchophysa), водяная (Carex aquatilis), волосистая (Carex pilosa), горная (Carex montana), двусемянная (Carex disperma), лигерийская (Carex ligerica), Макензи (Carex mackenziei), прямоколосая (Carex atherodes), Отрубы (Carex otrubae), расставленная (Carex distans), скандинавская (Carex scandinavica), трясунковидная (Carex brizoides)[79];
- в Красную книгу Литвы: осока Дэвелла, болотолюбивая, Буксбаума, войлочная, заливная, корневищная[78];
- в Красную книгу Эстонской республики: осока галечная (Carex glareosa), корневищная, лигерийская, Макензи, Отрубы, растянутая (Carex extensa)[79], теневая;
- в Красную книгу республики Армении: осока богемская, киликийская (Carex cilicica)[79];
- в Красную книгу республики Таджикистан: осока бухарская (Carex bucharica)[79];
- в Красную книгу Польши: осока заливная, корневищная, приземистая[78].

Осока Дэвелла полностью исчезла в Англии, откуда была впервые описана, и в Бельгии в связи с мелиорацией земель. Осока вздутоносиковая внесена в чёрный список Красной книги Беларуси.

## Химический состав
Корневище с корнями содержит в небольшом количестве кумарин, эфирное масло (только у некоторых видов), кремниевую кислоту, сапонины, слизь, дубильные вещества, горький гликозид, крахмал, смолу, камедь, минеральные соли. В надземной части различных видов молодых осок (на абсолютно сухое вещество) содержится белка 10—18 % (13 %), жира 2—4 % (3—3,5 %), белка 8—16 % и клетчатки 28—30 % (степные 25—27 %). Наибольшую ценность представляют горные виды осок. Они содержат от 6 до 11,3 % каротина и 139,9 мг% витамина C. В осоке парвской и очень близком к ней виде — осоке Микели (Carex michelii) — найдены алкалоиды.

## Практическое значение
Заячьей осокой набивают мебель. Пузырчатую осоку охотники подстилают в обувь, чтобы не наминалась подошва. В Горном Алтае осока стоповидная, низкая и изящная в высушенном виде использовались для набивки матрацев и подушек, ими обёртывали ноги вместо портянок и клали вместо стельки в обувь, при строительстве закладывали в пазы между брёвнами вместо пакли или мха.
Все крупные осоки имеют прочное волокно и могут применяться для плетения сумок, матов, циновок. В Малайзии и на Мадагаскаре из окрашенной осоки местные жители плетут яркие разноцветные циновки и сумки; для плетения верёвок и сидений для стульев может применяться осока морская, имеющая прочные и гибкие стебли, когда-то жители швейцарских высокогорий плели из осоки морской корзины для семян и сбора урожая.
Осоки являются надёжными закрепителями горных склонов, степные и пустынные виды — песчаных почв; да и в средней полосе осоки играют почвозащитную роль: поселившись на склоне оврага, они не дают ему разрастаться.
Большинство осок вследствие жёсткости и зазубренности частей, а также малого содержания солей, сахаров, кальция и т. д. скотом в свежем виде поедается плохо, но если они скошены до цветения, то дают вполне пригодное сено и вполне охотно поедаются в виде силоса. В то же время осоки сухих мест лесной зоны, степные, пустынные и многие горные виды являются прекрасными пастбищными растениями и по своей питательности не уступают многим злакам. Осока алтайская, например, на высокогорных пастбищах является ценным нажировочным кормом для различных видов животных. Осока низкая поедается животными ранней весной, после стаивания снега хорошо отрастает и даёт отаву; её можно скашивать 2—3 раза в течение лета. В ряде регионов осока является важнейшим кормовым растением: например, осока толстостолбиковая в Средней Азии — основной корм для овец в зимнее время, а осока песчаная, или илак, — важнейшее кормовое растение песчаных пустынь Средней Азии. В тундре животные, в том числе северные олени, питаются осоками круглый год — многие осоки в тундре уходят под снег зелёными и являются хорошим подснежным кормом. Запасы осок огромны, они часто образуют густые заросли. С одного гектара осок можно получить до 25 центнеров сена или 100—120 центнеров силоса. Роль осок, как силосного сырья, особенно возрастает в годы засух. Осоки — хороший корм и для водоплавающих птиц и рыб. Птицы в зарослях осок оказываются хорошо защищёнными как от хищников, так и от браконьеров.
Отмершие органы болотных осок входят в состав торфа.
Осоки относятся к растениям, дающим только пыльцу, совершенно не выделяющим нектара и посещаемым пчёлами в случае недостатка сбора пыльцы.

### Использование в ландшафтном дизайне
Многие виды осок используются в ландшафтном дизайне для украшения водоёмов. Виды с различными оттенками листьев, хорошо заметными на больших куртинах, могут создавать интересные цветовые эффекты. Некоторые виды отличаются оригинальностью соцветий и плодов и дают прекрасный материал для составления зимних букетов. Осоки подходят также для создания рокариев и альпинариев, а также для посадки в миксбордерах, на газонах, в тенистом саду и на лесных участках.
Осоки — древние декоративные культуры. В Японии, например, они используются в традиционных садах с незапамятных времён наряду с хостами, ирисами и клёнами. В культуру введено до 150 видов и сортов, преимущественно выходцев с Дальнего Востока и Европы, небольшое количество с Северной Америки. Всё активнее входят в культуру осоки родом из Новой Зеландии. Новозеландские виды отличаются необычной окраской листвы, бежевой или коричневой.
Некоторые виды, обладающие декоративными свойствами:
- Carex albaula — Осока беловатая. Одна из красивейших осок Новой Зеландии. Образует каскад из листьев прекрасной тонкой текстуры. Листья как бы покрыты серебром или инеем. Наилучшим образом смотрится на террасах, в горшках, в местах, где листва может эффектно спускаться.
- Carex aquatilis — Осока водная. Может расти прямо в воде. Растение довольно бледного серовато-зелёного цвета.
- Carex atrata — Осока почерневшая. Густодернистое растение высотой 15—45 см. Колоски яйцевидные, густые, почти чёрные, размером 1—2 см, имеют ножки длиной до 2 см. Могут быть прямостоячими или поникающими. Эффектно смотрится в альпинариях.
- Carex atrofusca — Осока чёрно-бурая. Растение 10—30 см высотой. Пестичные колоски яйцевидные, 1—2 см длиной, густые, почти чёрные, на ножках 1—2 см длиной, поникающие. Подходит для альпинариев.
- Carex baccans — Осока ягодоносная. Родина — Индия, Китай, Филиппинские острова. Густодернистое растение 60—150 см высотой. Листья длиннее стебля, 8—12 мм шириной, кожистые. Соцветие крупное, кистевидно-метельчатое. Зрелые мешочки около 5 мм длиной, округлые, от кораллово-красных до ярко-пурпурных, похожи на ягоды. Чаще выращивается в теплицах.
- Carex bohemica — Осока богемская. Отличается оригинальными соцветиями, очень плотными, головчатыми, щетинистыми из-за длинных носиков мешочков, с прицветными листьями во много раз превышающими соцветие.
- Carex bostrychostigma — Осока курчаворыльцевая. Дерновинный многолетник с коричневыми или красноватыми чешуевидными листьями в основании побега. Листья шириной 3—5 мм желтовато-зелёные.
- Carex buchananii — Осока Буханана. Родом из Новой Зеландии. Власовидные вечнозелёные листья коричнево-медной окраски. Имеется палево-зелёный сорт. При лёгком укрытии возможно выращивание в южных областях России. Интересно смотрится у воды, среди хвойных, на фоне растений с серебристыми листьями, рядом с лиловыми, сиреневыми цветами, а также в инее и при первом снеге.
- Carex capricornis — Осока козерогая. Мешочки шиловидные с длинными дуговидно изогнутыми зубцами, напоминающими рога козы.
- Carex comans — Осока власовидная. Родом из Новой Зеландии. Листья бледно-зелёные или красноватые, многочисленные, 1 мм шириной, жёсткие, поникающие. Образует кочки. Выведены формы с коричневато-золотистой и тёмно-коричневой листвой. Выдерживает морозы до −30 °C без снега. Эффектно смотрится у воды.
- Carex conica — Осока коническая. Родина — Япония, Южная Корея. Карликовое, высотой до 15 см, почвопокровное, вечнозелёное растение с тёмной листвой. Образует плотную, округлую кочку. Имеется белоокаймлённый сорт.
- Carex digitata — Осока пальчатая. Растёт в большинстве районов лесной зоны европейской части России. Рыхлодерновинная осока высотой 10—30 см. Основания побегов с буровато-красными влагалищами. Может расти на различных по механическому составу и богатству почвах. Применяется как теневое и почвопокровное растение.
- Carex elata — Осока высокая. Отличается декоративными листьями, тонкими и дуговидно изогнутыми, собранными в пучки. Выведены формы с золотистыми листьями, листьями с жёлтой каймой и жёлтыми листьями с зелёной каймой.
- Carex eleusinoides — Осока элезиновидная. Растение высотой 20—30 см, густодернистое. Листья 2—2,5 мм шириной, тёмно-зелёные. Пригодна для альпинариев и бордюров.
- Carex firma — Осока подушковидная. В природе растёт в субальпийском поясе горных районов Европы. Небольшой вечнозелёный многолетник высотой 5—10 см, образующий красивые, жёсткие, подушковидные дернинки. Крайне неприхотливое растение. Особенно эффектно смотрится на осыпях и подпорных стенках в альпинариях. Выведен бело-жёлтый сорт.
- Carex flacca — Осока повислая. Необычайно изменчивый многолетний вид. Способен расти на бедных сухих почвах. Листва тонкая, вечнозелёная, часто голубоватого цвета, высотой до 15 см. Почвопокровное растение, используется для закрепления склонов.
- Carex flava — Осока жёлтая. Густодерновинное растение. Листья желтовато-зелёные, 3—5 (7) мм шириной. Для сохранения декоративности необходимы солнце и достаточная влажность.
- Carex grayi — Осока Грея. Отличается очень оригинальными плодами, за которые получила имя «осока утренней звезды». Крупные, до 1,5 см длиной, семянные мешочки образуют почти шаровидную звезду. Выведены формы с соплодиями до 2,5 см в диаметре.
- Carex macrocephala — Осока большеголовая. Листья широкие, 6—10 мм шириной, желтовато-зелёные, кожистые. Пестичные соцветия крупные, плотные, шишкообразные, 5—10 см длиной и 3—4 см шириной, с сильно растопыренными зрелыми мешочками.
- Carex melanocephala — Осока чёрноголовая. Густодернистое растение 10—15 см высотой. Соцветие головчатое, чёрное, округлое или яйцевидное 0,6—1,2 см длиной. Может выращиваться на альпийских горках.
- Carex montana — Осока горная. Густая, кустистая многолетняя осока высотой 20—30 см. Листья узкие (всего 2 мм шириной), зелёные, к зиме приобретают коричневый оттенок. Подходит для рокариев и солнечных горок.
- Carex morrowii — Осока Моррова. Родом из горных лесов Японии. Вечнозелёный многолетник, формирующий сплошной тёмно-зелёный покров, высотой до 20 см. Диаметр отдельного куста до 35 см. Листья широкие, дуговидные. Выведены сорта с узкими кремово-белыми полосками по краям, с широкими кремово-белыми продольными полосками и с жёлто-кремовыми продольными полосками. Используется в альпинариях, в гравийных и малых садах и как почвопокровное растение.
- Carex muskingumensis — Осока пальмолистная. Из Северной Америки. Листва, расположенная на концах прямостоячих стеблей, создаёт экзотический эффект папируса. Стебли вырастают до 60—70 см длиной. В зиму уходит зелёной. Может использоваться как почвопокровное растение.
- Carex nigra — Осока чёрная. Невысокое растение (15—30 см высотой) с сизо-зелёными узкими листьями. Высокие соцветия кажутся чёрными благодаря чёрным чешуям, сопровождающим мешочки. Выведена форма с голубовато-зелёными листьями с жёлтым окаймлением. Хорошо растёт в тени.
- Carex ornithopoda — Осока птиценожковая. Вечнозелёное растение. Колоски тёмно-коричневые, расположены по три в виде птичьего следа. Листья узкие, тёмно-зелёные. Образует небольшие кочки высотой до 15 см. Используется в альпинариях, бордюрах, контейнерах. Выведена форма с кремово-белой полоской в середине листа.
- Carex paleacea — Осока чешуйчатая. Растение 20—50 см высотой. Декоративна благодаря поникающим щетинистым колоскам. Может выращиваться по берегам водоёмов.
- Carex panicea — Осока просяная. Изящное растение высотой до 40 см. Украшена мелкими колосками на высоких цветоносах.
- Carex paniculata — Осока метельчатая. Густодернистое растение высотой 50—100 см, образует кочки. Соцветие рыхлое, метельчатое, 5—10 см длиной, кроющие чешуи коричневые с широкими белыми перепончатыми краями. Пригодна для посадки по берегам водоёмов.
- Carex pendula — Осока висячая. Густодернистое растение высотой 70—150 см. Листья сизо-зелёные, шириной 8—16 мм. Соцветие — цилиндрический колос 5—15 см длиной, коричневатого цвета. Пестичные колоски на длинных ножках, поникающие. Родом из теплоумеренной зоны Средиземноморья, в Подмосковье не зимует.
- Carex phyllostachys — Осока листоколосая. Изящное растение 30—60 см высотой, густодернистое. Пригодна для выращивания на сырых, тенистых местах.
- Carex physodes — Осока раздутая. Растение 15—40 см высотой. Листья щетиновидные. Мешочки до 2 см длиной, сильно пузыревидно вздутые, красновато-оранжевые.
- Carex plantaginea — Осока подорожниковая. Вечнозелёное многолетнее растение, родом из Северной Америки. Влагалища прицветных листьев и колоски имеют пурпурную окраску. Листья тёмно- и сизо-зелёные. Используется в тенистых альпинариях.
- Carex pontica — Осока понтийская. Растение 60—80 см высотой, родом с Кавказа и Малой Азии. Стебель почти доверху облиственный. Листья 4—6 мм шириной, бледно-зелёные, почти кожистые. Колоски цилиндрические, густые, ржаво-бурые, на длинных ножках, поникающие. Может выращиваться на альпийских горках, декоративна в букетах.
- Carex pseudocyperus — Осока ложносытевая. Мелкодерновинная осока. Обладает очень крупными, зеленовато-жёлтыми поникающими колосками, сближенными в пучок. Очень декоративна. Рекомендуется для выращивания по берегам водоёмов.
- Carex riparia — Осока береговая. Листья сизо-зелёные 5—15 мм шириной, жёсткие, узловато-сетчатые. Выведена пестролистная форма с кремово-белыми полосами. Существует сорт с жёлтыми листьями. Пригодна для выращивания по берегам водоёмов.
- Carex rostrata — Осока носиковая. Разрастается в очень рыхлые куртины из жёстких голубовато-серых листьев.
- Carex siderosticta — Осока ржавопятнистая. Имеет красноватую окраску молодых побегов. К концу сезона на листьях могут появляться ржавые пятна. Группы надземных побегов образуют компактные куртины. Листья широкие, шириной 1—3 см, мягкие, снизу опушённые. Высота растения 15—40 см. Рекомендуется для бордюров и низких групп в тени на влажных почвах. Выведены формы с кремово-белым широким окаймлением, с чисто белыми полосами по краю.
- Carex supina — Осока приземистая. Растение 5—20 см высотой. Стебли отходят пучками. Листья серо-зелёные, 1—1,5 мм шириной. Зрелые мешочки округлые, золотистые или красновато-жёлтые, блестящие. Изящное растение, может выращиваться на альпийских горках и в сухих песчаных местах.
- Carex sylvatica — Осока лесная. Крупный дерновинный многолетник 70—90 см высотой. Пластинки средних листьев ярко-зелёные, слегка глянцевые. Соцветие длиной 10—20 см, состоит из верхнего узкоцилиндрического мужского колоска и нескольких боковых женских колосков, на длинных ножках, отклонённых или поникающих. Рекомендуется для выращивания в тенистых местах.
- Carex testacea — Осока кирпичная. Родом из Новой Зеландии. Образует округлую кочку высотой до 40 см. Листва медно-коричневая летом, зимой приобретает оранжевый оттенок. Одна из самых холодостойких новозеландских осок.
- Carex tuminensis — Осока туминская. Растение 60—100 см высотой. Листья 8—12 мм шириной светло (серебристо)-зелёные. Колоски многочисленные, 2—7 см длиной, узкоцилиндрические, светло-коричневые, на длинных (до 10 см) ножках, поникающие.

### Использование в медицине
Несмотря на широкое распространение, осоки считаются малоизученными растениями, хотя и применяются в народной медицине с давних пор. Считается, что лекарственные средства из осоки — настои и отвары — обладают слабым отхаркивающим, мягчительным, обезболивающим, лёгким слабительным, мочегонным, потогонным и кровоочистительным действием. Причём часто не придают значения определению вида осоки.
В немецкой народной медицине настой корневищ с корнями принимают при бронхиальной астме, катаре, плеврите, запорах, золотухе, хронических болезнях кожи, подагре и ревматизме.
В Прибалтике настой осоки песчаной и ржавопятнистой принимают при нарушениях функций эндокринной системы и от сифилиса.
Отвар корневищ осоки мохнатой в Беларуси пьют при нервных болезнях.
На Дальнем Востоке осока жилкоплодная и уссурийская применяются нанайцами при артрите. В Китае осока крупноголовая рекомендуется при отсутствии аппетита, истощении, тошноте, в качестве общеукрепляющего средства. Отвар сухих стеблей и листьев осоки расходящейся в Китае и Японии используется как мочегонное средство. Корневища осоки ржавопятнистой в Китае применяют при нарушениях менструального цикла.
В районах Центрального Черноземья в лекарственных целях применяются 45 видов осок, ещё более — в Западной Сибири и на Алтае. Настои и отвары корневищ пьют при сильном насморке, кашле, удушье, при простуде, при нарушениях обмена веществ, подагре, маточных болях, при различных кожных сыпях и чирьях. Часто готовят водный настой из измельчённых корневищ.
В фармакологии применяется только осока парвская (Carex brevicollis). Из неё изготавливают препарат гидрохлорид бревиколлина (Brevicollini hydrochloridum), усиливающий сократительную деятельность матки.

## Таксономия
Растения этого рода были известны ботаникам с глубокой древности. Поскольку с точки зрения Международного кодекса ботанической номенклатуры научные названия растений, опубликованные до 1 мая 1753 года, не считаются действительно обнародованными, Карл Линней, описавший род Carex в своей работе «Species plantarum» в 1753 г. (а также в работе 1754 г. «Genera plantarum»), формально является автором этого названия и название рода записывается как 
Carex L., Sp. Pl.: 972 (1753).
Известно более 70 таксономических синонимов:
- Cyperoides Ség., Pl. Veron. 3: 73 (1754).
- Ulva Adans., Fam. Pl. 2: 496 (1763).
- Ammorrhiza Ehrh., Beitr. Naturk. 4: 146 (1789).
- Baeochortus Ehrh., Beitr. Naturk. 4: 149 (1789).
- Caricella Ehrh., Beitr. Naturk. 4: 146 (1789).
- Chordorrhiza Ehrh., Beitr. Naturk. 4: 148 (1789).
- Drymeia Ehrh., Beitr. Naturk. 4: 148 (1789).
- Heleonastes Ehrh., Beitr. Naturk. 4: 147 (1789).
- Leptostachys Ehrh., Beitr. Naturk. 4: 147 (1789).
- Limonaetes Ehrh., Beitr. Naturk. 4: 148 (1789).
- Phaeolorum Ehrh., Beitr. Naturk. 4: 149 (1789).
- Polyglochin Ehrh., Beitr. Naturk. 4: 146 (1789).
- Psyllophora Ehrh., Beitr. Naturk. 4: 146 (1789).
- Ptacoseia Ehrh., Beitr. Naturk. 4: 147 (1789).
- Physiglochis Neck., Elem. Bot. 3: 245 (1790), opus utique oppr.
- Schelhammeria Moench, Suppl. Meth.: 119 (1802).
- Kobresia Willd., Sp. Pl. 4: 205 (1805).
- Elyna Schrad., Fl. Germ. 1: 155 (1806).
- Cobresia Pers., Syn. Pl. 2: 534 (1807), orth. var.
- Uncinia Pers., Syn. Pl. 2: 534 (1807).
- Vignea P.Beauv. ex T.Lestib., Essai Cypér.: 22 (1819).
- Trasus Gray, Nat. Arr. Brit. Pl. 2: 53 (1821 publ. 1822).
- Schoenoxiphium Nees, Linnaea 7: 531 (1832).
- Phyllostachys Torr., Ann. Lyceum Nat. Hist. New York 3: 404 (1836), nom. provis.
- Agistron Raf., Good Book: 28 (1840).
- Anithista Raf., Good Book: 26 (1840).
- Deweya Raf., Good Book: 26 (1840).
- Diemisa Raf., Good Book: 27 (1840).
- Edritria Raf., Good Book: 26 (1840).
- Facolos Raf., Good Book: 26 (1840).
- Forexeta Raf., Good Book: 28 (1840).
- Itheta Raf., Good Book: 28 (1840).
- Kolerma Raf., Good Book: 27 (1840).
- Loncoperis Raf., Good Book: 27 (1840).
- Loxanisa Raf., Good Book: 25 (1840).
- Loxotrema Raf., Good Book: 25 (1840).
- Meltrema Raf., Good Book: 26 (1840).
- Neskiza Raf., Good Book: 27 (1840).
- Olamblis Raf., Good Book: 26 (1840).
- Olotrema Raf., Good Book: 25 (1840).
- Onkerma Raf., Good Book: 27 (1840).
- Osculisa Raf., Good Book: 27 (1840).
- Temnemis Raf., Good Book: 27 (1840).
- Callistachys Heuff., Flora 27: 528 (1844).
- Cryptoglochin Heuff., Flora 27: 528 (1844).
- Genersichia Heuff., Flora 27(2): 528 (1844).
- Leucoglochin Heuff., Flora 27: 528 (1844).
- Maukschia Heuff., Flora 27: 527 (1844).
- Heuffelia Opiz, Ost & West, Beibl. 98: 392 (1845).
- Froelichia Wulfen, Fl. Norica Phan.: 729 (1858), nom. illeg.
- Pseudocarex Miq., Ann. Mus. Bot. Lugduno-Batavi 2: 146 (1865).
- Dornera Heuff. ex Schur, Enum. Pl. Transsilv.: 697 (1866).
- Vignantha Schur, Enum. Pl. Transsilv.: 705 (1866).
- Hemicarex Benth., J. Linn. Soc., Bot. 18: 367 (1881).
- Kobria St.-Lag., Ann. Soc. Bot. Lyon 8: 175 (1881).
- Coleachyron J.Gay ex Boiss., Fl. Orient. 5: 408 (1882).
- Neilreichia Kotula, Spraw. Komis. Fizjogr. 17: 136 (1883).
- Homalostachys Boeckeler, Beitr. Cyper. 1: 37 (1888).
- Caricina St.-Lag. in A.Cariot, Étude Fl., éd. 8, 2: 880 (1889).
- Caricinella St.-Lag. in A.Cariot, Étude Fl., éd. 8, 2: 880 (1889).
- Archaeocarex Börner, Abh. Naturwiss. Vereins Bremen, prepr. 21: 262 (1912).
- Bitteria Börner, Abh. Naturwiss. Vereins Bremen, prepr. 21: 269 (1912).
- Chionanthula Börner, Abh. Naturwiss. Vereins Bremen, prepr. 21: 275 (1912).
- Dapedostachys Börner, Abh. Naturwiss. Vereins Bremen, prepr. 21: 265 (1912).
- Desmiograstis Börner, Abh. Naturwiss. Vereins Bremen, prepr. 21: 274 (1912).
- Echinochlaenia Börner, Abh. Naturwiss. Vereins Bremen, prepr. 21: 264 (1912).
- Holmia Börner, Abh. Naturwiss. Vereins Bremen, prepr. 21: 262 (1912).
- Kuekenthalia Börner, Abh. Naturwiss. Vereins Bremen, prepr. 21: 266 (1912).
- Lamprochlaenia Börner, Abh. Naturwiss. Vereins Bremen, prepr. 21: 272 (1912).
- Leptovignea Börner, Abh. Naturwiss. Vereins Bremen, prepr. 21: 273 (1912).
- Limivasculum Börner, Abh. Naturwiss. Vereins Bremen, prepr. 21: 268 (1912).
- Manochlaenia Börner, Abh. Naturwiss. Vereins Bremen, prepr. 21: 271 (1912).
- Proteocarpus Börner, Abh. Naturwiss. Vereins Bremen, prepr. 21: 266 (1912).
- Rhaptocalymma Borrer, Abh. Naturwiss. Vereins Bremen, prepr. 21: 272 (1912).
- Rhynchopera Börner, Abh. Naturwiss. Vereins Bremen, prepr. 21: 272 (1912), nom. illeg.
- Thysanocarex Börner, Abh. Naturwiss. Vereins Bremen, prepr. 21: 274 (1912).
- Vignidula Börner, Abh. Naturwiss. Vereins Bremen, prepr. 21: 275 (1912).
- Cymophyllus Mack. ex Britton & A.Br., Ill. Fl. N. U.S., ed. 2, 1: 441 (1913).
- Diplocarex Hayata, Icon. Pl. Formosan. 10: 70 (1921).
- Blysmocarex N.A.Ivanova, Bot. Zhurn. S.S.S.R. 24: 502 (1939).
- Vesicarex Steyerm., Fieldiana, Bot. 28(1): 63 (1951).

### Систематическое положение
Род осока относится к отделу покрытосеменных растений, классу однодольных, порядку злакоцветных, семейству осоковых.
|  |                  |  |                    |                       |                   |  | класс Двудольные | класс Двудольные                         |                                          |  |  |  | ещё 17 семейств, в том числе Злаки (Poaceae) | ещё 17 семейств, в том числе Злаки (Poaceae) |  |  |
|  |                  |  |                    |                       |                   |  | класс Двудольные | класс Двудольные                         |                                          |  |  |  | ещё 17 семейств, в том числе Злаки (Poaceae) | ещё 17 семейств, в том числе Злаки (Poaceae) |  |  |
|  |                  |  |                    | отдел Покрытосеменные |                   |  |                  |                                          | порядок Злакоцветные (Poales)            |  |  |  |                                              | род Осока (Carex)                            |  |  |
|  |                  |  |                    | отдел Покрытосеменные |                   |  |                  |                                          | порядок Злакоцветные (Poales)            |  |  |  |                                              | род Осока (Carex)                            |  |  |
|  | царство Растения |  |                    |                       | класс Однодольные |  |                  |                                          | семейство Осоковые (Cyperaceae)          |  |  |  |                                              |                                              |  |  |
|  | царство Растения |  |                    |                       |                   |  |                  |                                          |                                          |  |  |  |                                              |                                              |  |  |
|  |                  |  | отдел Голосеменные | отдел Голосеменные    |                   |  |                  | ещё 9 порядков (согласно Системе APG II) | ещё 9 порядков (согласно Системе APG II) |  |  |  | ещё до 120 родов см. Роды семейства Осоковые |                                              |  |  |
|  |                  |  |                    | отдел Голосеменные    |                   |  |                  |                                          | ещё 9 порядков (согласно Системе APG II) |  |  |  |                                              |                                              |  |  |

Некоторые систематики обособляют близкий род Cymophyllus Mack. ex Britton & A.Br., но чаще все виды этой группировки полностью помещают в состав рода Осока.

### Внутриродовая классификация
В настоящее время род принято делить на пять подродов, каждый из которых в свою очередь делят на секции:
- Carex — самый многочисленный, около 60 секций и 1400 видов, распространён преимущественно в умеренном, холодном и субтропическом поясах Северного полушария;
- Kreczetoviczia — 7 секций и около 140 видов, распространённых по всему земному шару; многие виды широко распространены в умеренном и арктическом поясах Северного полушария;
- Psyllophora — 25 секций и около 75 видов, распространённых в холодном, умеренном, субтропическом и очень редко тропическом поясах обоих полушарий;
- Vignea — около 25 секций и 320 видов, распространённых во внетропическом (очень редко тропическом) поясе Северного полушария, некоторые виды встречаются в Южном полушарии;
- Vigneastra — 13 секций и около 100 видов, преимущественно тропический, представлен во флоре бывшего СССР одним видом.

Ранее, согласно работе «Флора СССР», изданной в 1935 году, род Carex делили на три подрода:
- Eucarex Coss. et Germ.[99] (во флоре бывшего СССР — 302 вида, объединённых в 34 секции),
- Megalocranion V.I.Krecz.[100] (во флоре бывшего СССР — 2 вида),
- Vignea (P. Beauv.) Kük.[101] (во флоре бывшего СССР — 89 видов, объединённых в 12 секций).

### Виды
Линней включал в состав рода 29 видов. В современных источниках приводится разное число видов этого рода: 1500, около 2000. По данным Королевских ботанических садов Кью, род объединяет 2545 видов.
Типовой вид: Carex hirta L.  — Осока мохнатая, или Осока коротковолосистая.

## В культуре

### В искусстве
Осоке посвящали картины В. М. Васнецов («Осока»), И. И. Шишкин («Остров Валаам. Осока») и другие. Известен рисунок осоки работы Леонардо да Винчи.
Стихотворение У. Б. Йейтса «Он слышит крик осоки» (англ. He hears the cry of the sedge, 1898) неоднократно перелагалось на музыку.
Квартет «Гая» исполнял песню «Осока» (стихи С. Хохлова и Б. Петрова, музыка В. Ушакова):

Над рекой калина спелая, налитая соком.

Обожгла ты руки белые молодой осокой.

В молодой осоке прячутся и дожди, и солнце.

Ой кому-то нынче плачется, а кому смеётся.

Упоминание об осоке встречается в стихотворении Константина Бальмонта 1900 г. «Безглагольность», в песне барда Юрия Панюшкина «И гнули осоку большие стрекозы».
Николай Некрасов упомянул осоку в поэме «Кому на Руси жить хорошо»: «В поту, в грязи по макушку, / Осокою изрезаны».
Осока упоминается также в народных сказаниях. Например, в хантыйской сказке «Зайчишка» сюжет начинается с того, что зайчишка ел осоку и порезал себе губу. В чечено-ингушской сказке «Чинхо и чёрт» Чинхо, задумав обмануть чёрта, прилёг на землю, а между рук и ног положил осоку.
В рассказе перуанского писателя Сесара Вальехо «Дитя Осоки» осока играет ключевую роль:

Нам предстояло добраться до густых зарослей осоки с более мощным, чем обычно, стеблем. Это была особого рода осока: крупнее и гибче, чем тростник; её стебель легко рубится и расщепляется на тонкие волокна. Желтизна её листьев напоминала желтизну увядших амарантов и бразильского кофе. Но самое главное — её аромат, подобный благовониям; он был настолько стойким, что сохранялся целый год. После каждой Страстной недели вплоть до следующей осока — словно фамильная реликвия — лежала в доме моего дяди.

### В топонимике
В Тейковском районе Ивановской области есть деревня с названием Синяя Осока, а в Барышском районе и Кузоватовском районе Ульяновской области — село Осока, в Осинском районе Пермском крае — деревня Осока. Река с названием Осока протекает в Толочинском районе Витебской области в Беларуси, является левым притоком Бобра.

### В геральдике
Осока изображена на гербе и флаге Шемышейского района Пензенской области, гербе посёлка Кадый, гербе и флаге Кадыйского района Костромской области.
- Герб Шемышейского района Пензенской области
- Герб посёлка Кадый и Кадыйского района Костромской области